# Magnapinna sp. C
Magnapinna sp. C è una specie non descritta di calamaro Magnapinna, conosciuto solo attraverso un singolo esemplare il cui manto è lungo 79mm, catturato nell'Oceano Atlantico meridionale e conservato nel Museo di Storia Naturale di Londra . I tentacoli prossimali sono più sottili della quarta coppia di braccia, la pigmentazione è contenuta nei cromatofori e sia le pinne che la regione ghiandolare non presentano i "noduli bianchi" osservati in altre specie di Magnapinna.
Magnapinna sp. C è stato originariamente illustrato in The Open Sea, di Alister Hardy, nel 1956 e erroneamente identificato come Octopodoteutopsis.